# أدب إسكتلندي

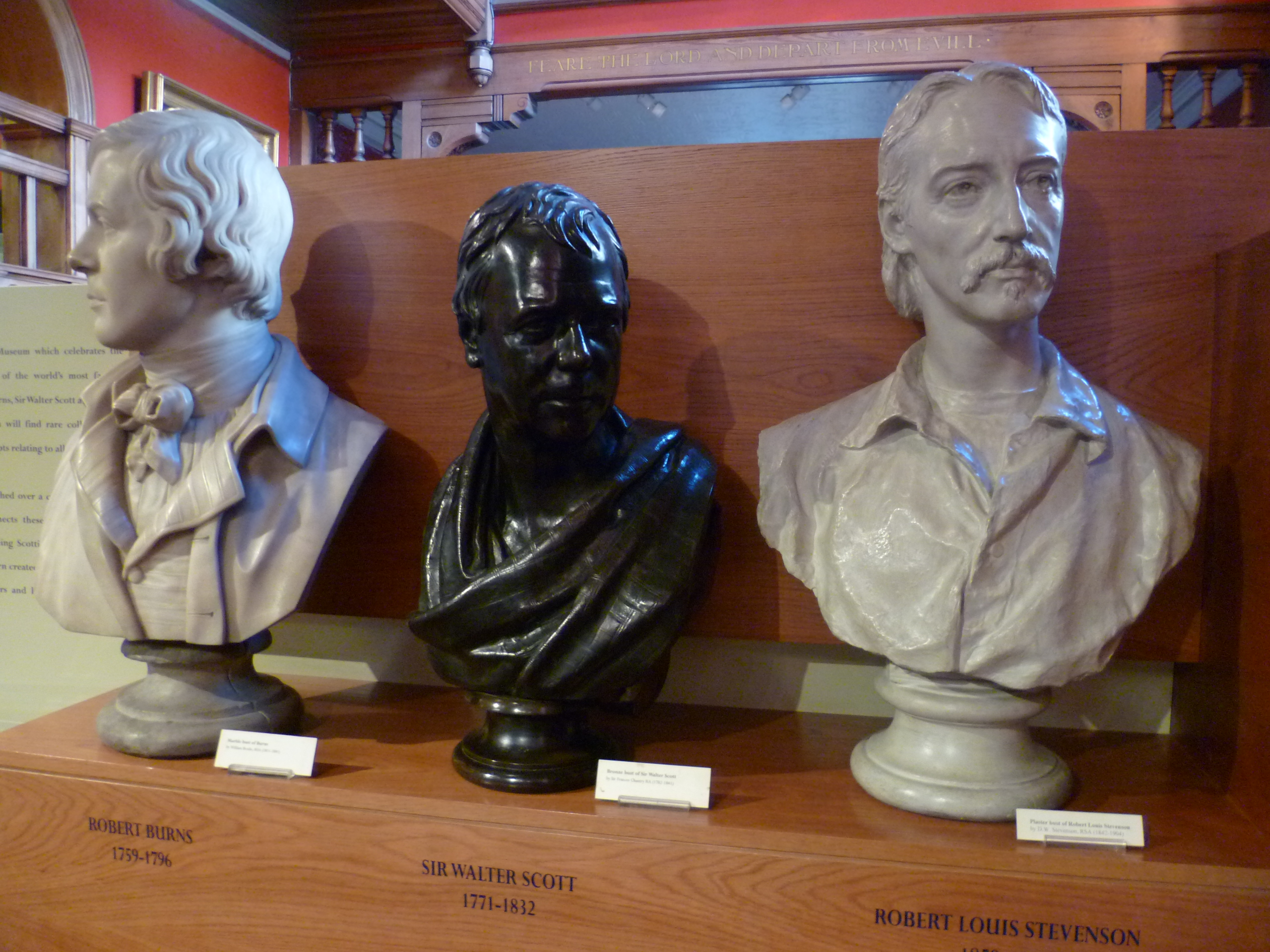
تماثيل نصفية لثلاثة من عظماء الأدب الإسكتلندي روبرت برنز ووالتر سكوت وروبرت لويس ستيفنسون

الأدب الإسكتلندي، هو الأدب الذي كُتب في إسكتلندا أو ألّفه كتّاب إسكتلنديين. ينطوي الأدب الإسكتلندي على أعمال باللغة الإنجليزية أو الغيلية الإسكتلندية أو الإسكتلندية أو البريثونية أو الفرنسية أو اللاتينية أو لغة النورن أو غيرها من اللغات التي كُتب بها ضمن نطاق الحدود الإسكتلندية الحديثة.
كُتب أول عمل أدبي فيما يعرف الآن باسم إسكتلندا باللغة البريثونية في القرن السادس، ووصل إلى يومنا هذا باعتباره جزءًا من الأدب الويلزي. انتشر في القرون التالية أعمالًا أدبيةً باللغة اللاتينية تحت تأثير الكنيسة الكاثوليكية، بالإضافة إلى بعض الأعمال الأدبية باللغة الإنجليزية القديمة التي جلبها المستوطنون من شعب إنجل. تحولت مملكة ألبا إلى مملكة إسكتلندا في القرن الثامن، وشهدت تلك الفترة وجود نخبة أدبية كتبت نصوصًا باللغتين الغيلية واللاتينية بانتظام، إذ تقاسمت هذه النخبة ثقافةً أدبيةً مشتركةً مع إيرلندا وغيرها من الأماكن. سادت الثقافة الفرنسية وازدهرت بعد الثورة الديفيدية في القرن الثالث عشر، في الوقت الذي كُتبت فيه أعمال أدبية إسكندنافية في مناطق الاستيطان الإسكندنافي. تُعبر ملحمة بروس للشاعر جون باربور التي كُتبت في القرن الرابع عشر بمثابة أقدم النصوص الرئيسية الناجية في الأدب الإسكتلندي، تبع هذه الملحمة سلسلةً من الإصدارات العامية لرومانسيات العصور الوسطى. انضم إلى هذه القائمة أعمالًا نثريةً إسكتلنديةً في القرن الخامس عشر.
قدّمت الرعاية الملكية دعمها لكل من الشعر والنثر والدراما في العصر الحديث المبكر. شهد حكم جيمس الخامس ظهور أعمال مثل هجاء لطبقات المجتمع الثلاث للسير ديفيد ليندسي. غدا جيمس السادس في القرن السادس عشر راعيًا وعضوًا في دائرة شعراء البلاط والموسيقيين الإسكتلنديين الذي عُرفوا باسم فرقة كاستاليان. اعتلى جيمس السادس العرش الإنجليزي في عام 1603 ولحقه العديد إلى البلاط الجديد، لكن انحسر تأثير التقاليد الشعرية الإسكتلندية بسبب توقف الرعاية الملكية. أُحيت هذه التقاليد مجددًا بعد الاتحاد مع إنجلترا في عام 1707، إذ ساهم كل من آلان رامزي وجيمس ماكفيرسن في تحقيق ذلك.  ساعدت أعمال أوسين ماكفيرسون في جعله أول شاعر إسكتلندي ذو شهرة دولية. ألهم ماكفيرسون كل من روبرت بيرنز الذي كان الشاعر الوطني بنظر العديد ووالتر سكوت مؤلف روايات ويفرلي التي لعبت دورًا كبيرًا في تحديد الهوية الإسكتلندية في القرن التاسع عشر. حقق عدد من المؤلفين الإسكتلنديين سمعةً دوليةً قبيل نهاية العصر الفيكتوري، بما في ذلك روبرت لويس ستيفنسون وآرثر كونان دويل وجيمس ماثيو باري وجورج ماكدونالد.
شهد الأدب الإسكتلندي ازدهارًا في القرن العشرين، الذي عُرف باسم عصر النهضة الإسكتلندية. حاول هيو ماكديارميد –بوصفه شخصيةً رائدةً حينها- إحياء اللغة الإسكتلندية باعتبارها وسيطًا للأدب الجاد. أعقب أعضاء الحركة جيل جديد من شعراء ما بعد الحرب، بما في ذلك إدوين مورغان الذي عيّنته الحكومة الإسكتلندية الاستهلالية في عام 2004 أول ماكار (شاعر للبلاط). شهد الأدب الإسكتلندي نهضةً كبيرةً أخرى في ثمانينات القرن العشرين، إذ شارك في هذه النهضة بعض الكتّاب مثل جيمس كليمان وإرفين ويلش. اشتملت قائمة الشعراء الإسكتلنديين الذين برزوا في تلك الفترة على كل من كارول آن دفي التي اعتُبرت أول إسكتلندية تُعيّن شاعرةً للبلاط الإنجليزي في شهر مايو من عام 2009.

## العصور الوسطى

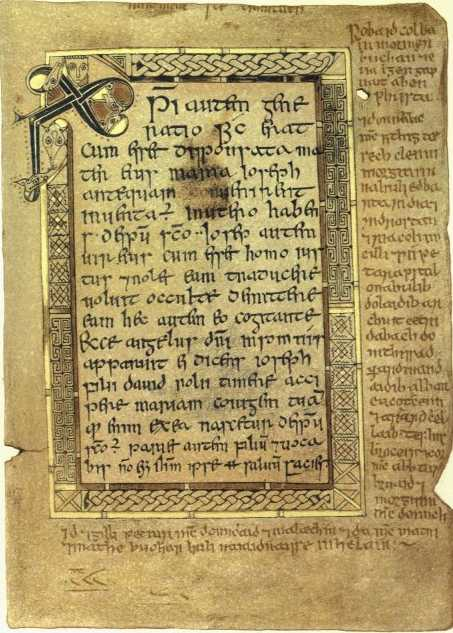
صفحة من كتاب دير (Book of Deer): مثال على الكتابات اللاتينية في إسكتلندا خلال العصور الوسطى المبكرة

### العصور الوسطى المبكرة
برزت أربع دوائر نفوذ سياسي وثقافي في شمال بريطانيا بعد انهيار السلطة الرومانية في أوائل القرن الخامس. عاش البيكتيون في الشرق وامتدت ممالكهم من نهر فورث إلى شتلاند في نهاية المطاف. قطن سكّان مملكة دالريادا الذين تحدثوا اللغة الغيلية (الجودية) في الغرب، وكانوا على صلة وثيقة بإيرلندا التي جلبوا منها لقب الإسكتلنديين. عاش البريطانيون (الناطقون بالبريثونية) في الجنوب، ممن تعود جذورهم إلى الشعوب المتأثرة بالممالك الرومانية في «الشمال القديم»، والتي كانت مملكة ستراثكلايد أقواها وأطولها بقاءً. أمّا الإنجليز (أو شعوب «الأنجل») الذين يُعرفون بالغزاة الجرمانيين فاجتاحوا جزءًا كبيرًا من جنوب بريطانيا وأبقوا على مملكة بيرنيسيا (التي أصبحت لاحقتً الجزء الشمالي من نورثمبريا) ووصلوا إلى ما يُعرف الآن بحدود إسكتلندا في الجنوب الشرقي. أصبحت اللاتينية لغة الفكر والكتابة بعد التنصير، ولا سيما منذ بداية القرن السادس. تشير الدراسات الحديثة إلى أن البيكتيون قد تحدثوا اللغة البريثونية، وذلك بالاستناد إلى أسماء الأماكن المتبقية والأدلة التاريخية على الرغم من عدم نجاة أي من أعمالهم الأدبية حتى العصر الحديث. بعيدًا عن ذلك، نجت بعض الأعمال الأدبية المكتوبة باللغة البريثونية والغيلية واللاتينية والإنجليزية القديمة من المنطقة التي أصبحت تُعرف لاحقًا باسم إسكتلندا.
كُتبت العديد من الأعمال الأدبية الويلزية القديمة في البلد الذي نُطلق عليه الآن اسم إسكتلندا أو بالقرب منه، إذ كُتبت هذه الأعمال باللغة البريثونية التي اشتُقّت منها الويلزية، والتي لم يقتصر استخدامها على ويلز وكورنوال وحسب على الرغم من أنها لم تُستخدم -باعتبارها لغة مكتوبة- إلا في ويلز لفترة طويلة من الزمن بعد ذلك. تضمنت قائمة الأعمال الأدبية تلك ذا غودودين التي تُعتبر أقدم قصيدة إسكتلندية موجودة في يومنا هذا، والتي تُنسب إلى الشاعر أنيرين الذي يُقال بأنه عاش في مملكة غودودين البريثونية خلال القرن السادس. تنطوي هذه القصيدة على سلسلة من المرثيات لرجال غودودين الذين قُتلوا في معركة كاتراث في عام 600 بعد الميلاد تقريبًا. وبالمثل، تُنسب قصيدة معركة غوين يستراد إلى تالييسن، الذي يُعتقد بأنه كان شاعر البلاد في عصر ريغيد خلال تلك الفترة.
كُتبت بعض الأعمال الدينية باللغة الغيلية، بما في ذلك مرثية القديس كولومبا لدالان فورغايل (في العام 697 تقريبًا)، و«في مديح القديس كولومبا» لبيكان ماك لويغديش من رم (في العام 677 تقريبًا). كتبت أعمال دينية أخرى باللغة اللاتينية مثل «صلاة من أجل الحماية» (تُنسب إلى القديس موغنيت) (في منتصف القرن السادس تقريبًا)، وأتلاس بروساتور («الخالق العالي»، تُنسب إلى القديس كولومبا) (في العام 597 تقريبًا). يُعتبر فيتا كولومبي المكتوب باللاتينية أهم عمل كُتب في إسكتلندا في العصور الوسطى، وهو من تأليف أدومان الذي كان رئيس دير أيونا (وُلد في عام 627/8 – وتُوفي في عام 704). تُعتبر قصيدة حياة القديس نينيان ثان أهم سيرة إسكتلندية من سير القديسين، إذ كُتبت باللغة اللاتينية في ويثورن في القرن الثامن.
في اللغة الإنجليزية القديمة، هنالك «حلم الرود» التي خُطت سطورها على صليب روثويل، ما جعلها الفقرة الوحيدة المتبقية بلغة مملكة نورثمبريا (الإنجليزية العتيقة)، في العصور الوسطى المبكرة لأسكتلندا. اقتُرِح أيضًا، أن قصيدة البحار قد تم تأليفها في مكان ما قُرب جزيرة باس روك في لوثيان الشرقية، استنادًا إلى الفكرة الأساسية لما جاء في علم الطيور.
نورثمبريا (Northumbria) هي مملكة إنكليزية وهي إحدى ممالك الأنكلوساكسون السبعة وامتدت خلال أوجها من البحر الأيرلندي إلى بحر الشمال ويعني اسمها (مكان) شمال نهر همبر.
البحار (The seafare) هي قصيدة إنجليزية قديمة تقدم وصفًا مباشرًا لرجل بمفرده على البحر. تتألف القصيدة من 124 سطرًا، تليها كلمة واحدة: «آمين». ولا تُسجَّل إلا في الأوراق من 81 إلى 83 من كتاب إكستر، وهي إحدى المخطوطات الأربعة الباقية من الشعر الإنجليزي القديم.